# Atletismo nos Jogos Olímpicos de Verão de 2016 - Revezamento 4x100 m feminino

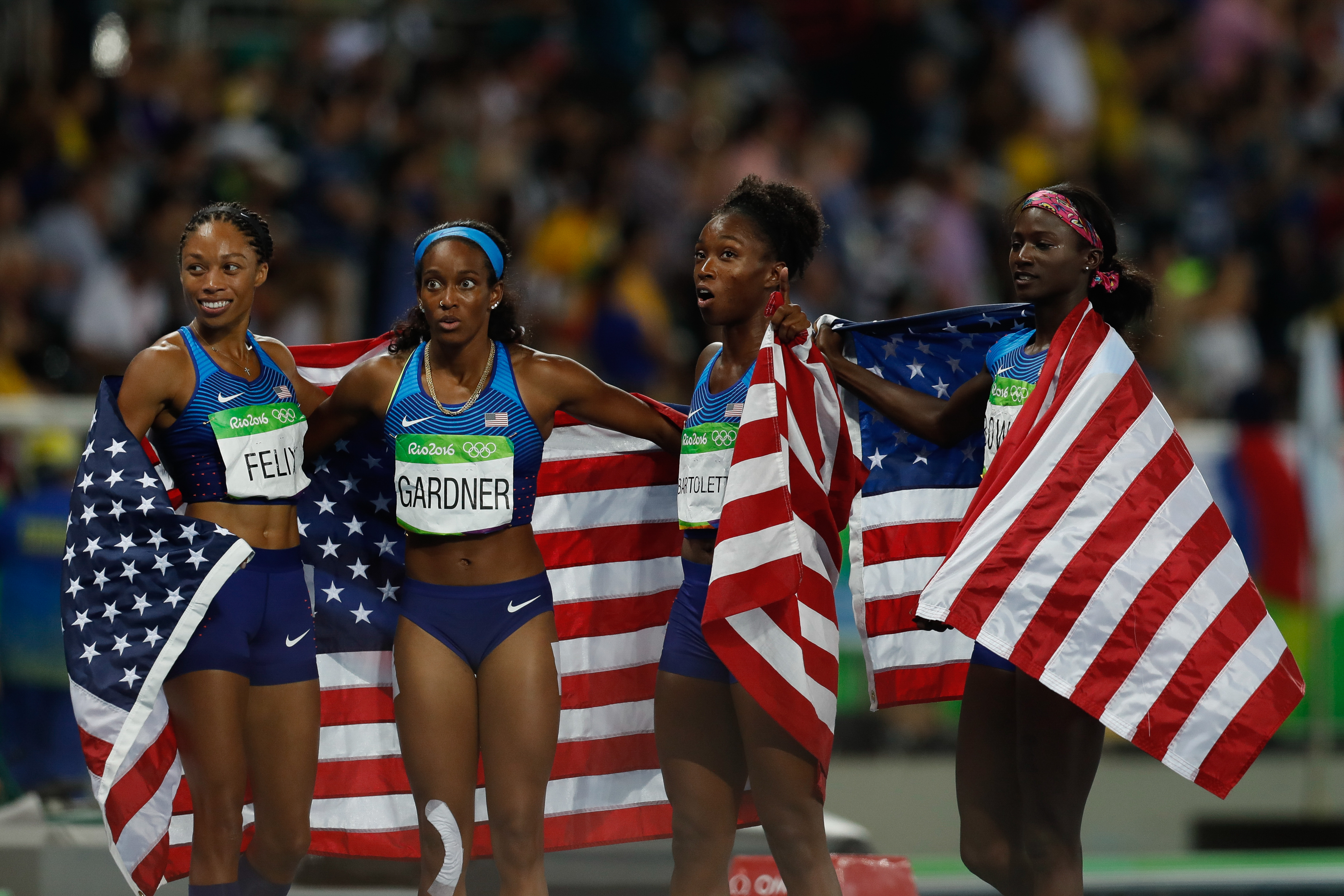
Equipe dos Estados Unidos conquistou a medalha de ouro.

A competição do revezamento 4x100 metros feminino do atletismo nos Jogos Olímpicos de Verão de 2016 aconteceu entre os dias 18 e 19 de agosto no Estádio Olímpico.

## Calendário
Horário local (UTC-3).
| Data                         | Horário | Fase          |
| ---------------------------- | ------- | ------------- |
| Quinta, 18 de agosto de 2016 | 11:20   | Eliminatórias |
| Sexta 19 de agosto de 2016   | 22:15   | Final         |

## Medalhistas
|  | USA Estados Unidos                                                            |  | JAM Jamaica |  | GBR Grã-Bretanha                                        |
|  | Tianna Bartoletta Allyson Felix English Gardner Tori Bowie Morolake Akinosun* |  | Christania Williams Elaine Thompson Veronica Campbell-Brown Shelly-Ann Fraser-Pryce Simone Facey* Sashalee Forbes* |  | Asha Philip Desirèe Henry Dina Asher-Smith Daryll Neita |

* Competiu apenas na fase eliminatória.

## Recordes
Antes desta competição, os recordes mundiais e olímpicos da prova eram os seguintes:
| Tipo | Atleta         | Tempo   | Local   | Data                 |
| ---- | -------------- | ------- | ------- | -------------------- |
|      | Estados Unidos | 40,82 s | Londres | 10 de agosto de 2012 |
|      | Estados Unidos | 40,82 s | Londres | 10 de agosto de 2012 |

## Resultados

### Eliminatórias
Qualificação: Os primeiros 3 em cada bateria (Q) e os 2 mais rápidos (q) avançam para as finais.

#### Bateria 1
| Pos. | Raia | CON               | Atletas                                                                         | Tempo | Notas |
| ---- | ---- | ----------------- | ------------------------------------------------------------------------------- | ----- | ----- |
| 1    | 5    | JAM Jamaica       | Simone Facey, Sashalee Forbes, Veronica Campbell-Brown, Shelly-Ann Fraser-Pryce | 41.79 | Q,    |
| 2    | 7    | GBR Grã-Bretanha  | Asha Philip, Desirèe Henry, Dina Asher-Smith, Daryll Neita                      | 41.93 | Q     |
| 3    | 1    | UKR Ucrânia       | Olesya Povh, Nataliya Pohrebnyak, Mariya Ryemyen, Yelyzaveta Bryzhina           | 42.49 | Q,    |
| 4    | 4    | CAN Canadá        | Farah Jacques, Crystal Emmanuel, Phylicia George, Khamica Bingham               | 42.70 | q,    |
| 5    | 6    | CHN China         | Yuan Qiqi, Wei Yongli, Ge Manqi, Liang Xiaojing                                 | 42.70 |       |
| 6    | 3    | NED Países Baixos | Jamile Samuel, Dafne Schippers, Tessa van Schagen, Naomi Sedney                 | 42.88 |       |
| 7    | 8    | POL Polônia       | Ewa Swoboda, Marika Popowicz-Drapała, Klaudia Konopko, Anna Kiełbasińska        | 43.33 |       |
| 8    | 2    | GHA Gana          | Flings Owusu-Agyapong, Gemma Acheampong, Beatrice Gyaman, Janet Amponsah        | 43.37 |       |

#### Bateria 2
| Pos. | Raia | CON                   | Atletas                                                                    | Tempo | Notas    |
| ---- | ---- | --------------------- | -------------------------------------------------------------------------- | ----- | -------- |
| 1    | 7    | GER Alemanha          | Tatjana Pinto, Lisa Mayer, Gina Lückenkemper, Rebekka Haase                | 42.18 | Q        |
| 2    | 8    | NGR Nigéria           | Gloria Asumnu, Blessing Okagbare, Jennifer Madu, Agnes Osazuwa             | 42.55 | Q,       |
| 3    | 1    | TTO Trinidad e Tobago | Semoy Hackett, Michelle-Lee Ahye, Kelly-Ann Baptiste, Khalifa St. Fort     | 42.62 | Q,       |
| 4    | 4    | FRA França            | Floriane Gnafoua, Céline Distel-Bonnet, Jennifer Galais, Stella Akakpo     | 43.07 |          |
| 5    | 5    | SUI Suíça             | Ajla Del Ponte, Sarah Atcho, Ellen Sprunger, Salomé Kora                   | 43.12 |          |
| –    | 6    | KAZ Cazaquistão       | Rima Kashafutdinova, Viktoriya Zyabkina, Yuliya Rakhmanova, Olga Safronova | DSQ   | R 163.3a |
| –    | 3    | BRA Brasil            | Bruna Farias, Franciela Krasucki, Kauiza Venâncio, Rosângela Santos        | DSQ   | R 163.2b |
| –    | 2    | USA Estados Unidos    | Tianna Bartoletta, Allyson Felix, English Gardner, Morolake Akinosun       | —     | [a]      |

#### Bateria especial 3
| Pos. | Raia | CON                | Atletas                                                              | Tempo | Notas |
| ---- | ---- | ------------------ | -------------------------------------------------------------------- | ----- | ----- |
| 1    | 2    | USA Estados Unidos | Tianna Bartoletta, Allyson Felix, English Gardner, Morolake Akinosun | 41.77 | q     |

### Final
| Pos.              | Raia | CON                   | Atletas                                                                                | Tempo | Notas                |
| ----------------- | ---- | --------------------- | -------------------------------------------------------------------------------------- | ----- | -------------------- |
| Medalha de ouro   | 1    | USA Estados Unidos    | Tianna Bartoletta, Allyson Felix, English Gardner, Tori Bowie                          | 41.01 | Recorde da temporada |
| Medalha de prata  | 6    | JAM Jamaica           | Christania Williams, Elaine Thompson, Veronica Campbell-Brown, Shelly-Ann Fraser-Pryce | 41.36 | Recorde da temporada |
| Medalha de bronze | 5    | GBR Grã-Bretanha      | Asha Philip, Desirèe Henry, Dina Asher-Smith, Daryll Neita                             | 41.77 | Recorde nacional     |
| 4                 | 4    | GER Alemanha          | Tatjana Pinto, Lisa Mayer, Gina Lückenkemper, Rebekka Haase                            | 42.10 |                      |
| 5                 | 7    | TTO Trinidad e Tobago | Semoy Hackett, Michelle-Lee Ahye, Kelly-Ann Baptiste, Khalifa St. Fort                 | 42.12 | Recorde da temporada |
| 6                 | 8    | UKR Ucrânia           | Olesya Povh, Nataliya Pohrebnyak, Mariya Ryemyen, Yelyzaveta Bryzhina                  | 42.36 | Recorde da temporada |
| 7                 | 2    | CAN Canadá            | Farah Jacques, Crystal Emmanuel, Phylicia George, Khamica Bingham                      | 43.15 |                      |
| 8                 | 3    | NGR Nigéria           | Gloria Asumnu, Blessing Okagbare, Jennifer Madu, Agnes Osazuwa                         | 43.21 |                      |